# Efigenio Ameijeiras Delgado
Efigenio Ameijeiras Delgado (Puerto Padre, Las Tunas, 21 de septiembre de 1931-La Habana, 9 de febrero de 2020) fue un militar, escritor y político cubano, comandante guerrillero durante la guerra revolucionaria contra la dictadura de Fulgencio Batista.

## Biografía

### Orígenes
Hijo de Manuel Ameijeiras Fontelo, natural de Pontevedra (España) y la cubana María de las Angustias Delgado Romo, de Corral Falso, en Matanzas. 
A los cuatro años quedó huérfano al desaparecer su padre, por lo que su madre tuvo que asumir sola la manutención de sus hijos. Vivió en la pobreza junto a sus hermanos, y en su juventud fue vendedor callejero en La Habana. Fue apresado por la policía por esos delitos, y tenía el apodo Tomeguín. En 1955 fue apresado, enjuiciado, y condenado a 2 meses de cárcel por delito contra la moral.

### Lucha revolucionaria
Uno de sus hermanos, Juan Manuel Ameijeiras, fue uno de los asaltantes al Cuartel Moncada y murió asesinado poco después. Fue fundador de la primera célula clandestina del Movimiento 26 de Julio. Expedicionario del Granma, segundo jefe del Frente Frank Pais y Comandante de la Revolución. 
Además de Juan Manuel (asesinado en 1953), sus hermanos Gustavo y Ángel Ameijeiras también fueron asesinados durante la dictadura de Fulgencio Batista, ambos en 1958.

### Revolución en el poder
Después del triunfo revolucionario el 3 de enero de 1959, el presidente provisional Manuel Urrutia lo nombró Jefe de la Policía Nacional Revolucionaria. Ameijeiras tendría una destacada actuación durante la Invasión de bahía de Cochinos, en abril de 1961. 
Entre 1963 y 1964, comandó el contingente cubano enviado a ayudar a Argelia durante su guerra fronteriza con Marruecos. Con posterioridad sería ascendido a General de División de las FAR.
Licenciado en Historia en la Universidad de La Habana, fue autor de la trilogía Más allá de nosotros (junto a los volúmenes La clandestinidad y La Sierra Maestra). Fue condecorado con el título de Héroe de la República de Cuba en 2001.

### Fallecimiento
Falleció en La Habana el 9 de febrero de 2020 a los 88 años de edad, a consecuencia de un choque séptico. Tras la incineración, sus cenizas fueron expuestas el 11 de febrero en el Panteón de Veteranos de la necrópolis de Cristóbal Colón.